# Christian Kinsombi
Christian Kinsombi (* 24. August 1999 in Wiesbaden Anm.) ist ein deutsch-kongolesischer Fußballspieler. Der Flügelstürmer steht bei Hansa Rostock unter Vertrag.

## Karriere
Kinsombi wurde im Nachwuchsleistungszentrum des 1. FSV Mainz 05 ausgebildet. Für den Verein kam er sowohl in der B- als auch in der A-Junioren-Bundesliga zum Einsatz und belegte mit den Jugendmannschaften der Mainzer stets Plätze im Tabellenmittelfeld. Als Spieler von Mainz 05 stand der Offensivakteur in den Jahren 2015 und 2016 jeweils viermal für die Südwestauswahlmannschaften bei den U16- und U18-Länderpokalen auf dem Feld.
Zur Rückrunde der Regionalligasaison 2017/18 rückte der Flügelspieler in die zweite Herrenmannschaft auf und stand fortan regelmäßig im Kader. In 42 Ligaspielen steuerte er zwei Treffer und sechs Vorlagen bei, kämpfte mit Mainz II aber überwiegend um den Klassenerhalt.
Im Rahmen von vereinsinternen Umstrukturierungsmaßnahmen verpflichtete der Drittligist KFC Uerdingen 05 Kinsombi zur Saison 2019/20 und stattete ihn mit einem Dreijahresvertrag aus. Bei der 0:3-Heimniederlage gegen den Zweitligaabsteiger FC Ingolstadt 04 am 5. Spieltag kam Kinsombi erstmals in einer Profiliga zum Einsatz. Nach zwei Jahren in Uerdingen wechselte er im Sommer 2021 zum Zweitligisten SV Sandhausen.
Nach dem Abstieg mit Sandhausen wechselte er im Sommer 2023 zu Hansa Rostock.

## Privates
Kinsombis Eltern stammen aus der Demokratischen Republik Kongo, weshalb er neben der deutschen auch die kongolesische Staatsangehörigkeit besitzt. Sein älterer Bruder David (* 1995) ist auch Fußballprofi.